# Resolution 1709 des UN-Sicherheitsrates
Die Resolution 1709 des UN-Sicherheitsrates ist eine Resolution zum Darfur-Konflikt in Sudan, die der Sicherheitsrat der Vereinten Nationen am 22. September 2006 auf seiner 5532. Sitzung einstimmig angenommen hat. Gegenstand dieser Resolution ist die Verlängerung des Mandats der United Nations Mission in Sudan (UNMIS), das sonst am 24. September 2006 ausgelaufen wäre, bis zum 8. Oktober 2006, mit der Absicht, die Mission über diesen Zeitraum hinaus erneut zu verlängern.
Der Sicherheitsrat berief sich auf seine früheren Resolutionen hierzu, insbesondere die Sicherheitsratsresolutionen 1590, 1627, 1653, 1663, 1679 und 1706, sowie auf die Erklärungen seines Präsidenten zu Sudan, insbesondere auf die vom 3. Februar 2006 (Dokument S/PRST/2006/5).
Die Resolution äußerte erneut die Besorgnis über die humanitäre Situation in Darfur und die Beschränkungen der Bewegungsfreiheit von Mitarbeitern der UNMIS, enthält jedoch keine weiteren Maßnahmen. Sie wurde vor dem Hintergrund verabschiedet, dass die sudanesische Regierung mit der Stationierung von UNMIS nicht einverstanden ist. Zuvor hatte der Sicherheitsrat mit der Resolution 1706 die Entsendung von 17.000 Blauhelmen beschlossen, um die African Union Mission in Sudan abzulösen.